# Serret de Voltora
El Serret de Voltora és una serra situada entre els municipis de Capafonts i de la Febró a la comarca del Baix Camp, amb una elevació màxima de 991 metres.